# A-Werk
Ein A-Werk ist ein deutscher Bunkertyp, der als Regelbau in den 1930er Jahren an den deutschen Grenzen und später während des Zweiten Weltkriegs errichtet werden sollten. Es handelt sich um Panzerwerke aus Stahlbeton mit Schartenpanzerung aus Stahl.

## Zeitliche Einordnung

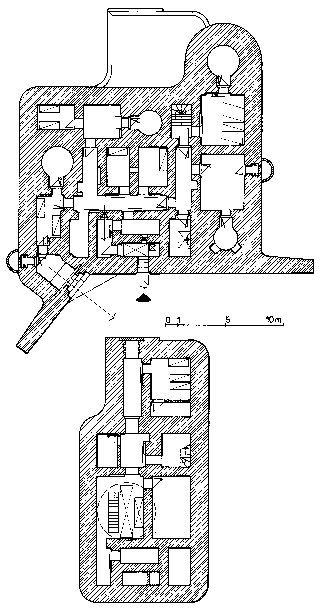
Grundriss des Panzerwerkes 717 der Festungsfront Oder-Warthe-Bogen

Ein Ergebnis des Ersten Weltkriegs war eine massive Abrüstung und Demilitarisierung des deutschen Heeres und des deutschen Staatsgebietes. Im Westen des Deutschen Reiches wurden viele Festungen geschleift (zurückgebaut) und im sonstigen Reichsgebiet dürften nur wenige ohne größere Waffen bestehen bleiben. Einzig an der nördlichen und östlichen Küste waren noch größere Anlagen vorhanden, die aufgrund der Ausnahmegenehmigung genutzt wurden, um dort moderne schwere Geschütze zu erhalten. Die geringe Anzahl der Stellen in der Reichswehr erzwang die Überführung von Offizieren des Festungsbaus in nunmehr als Festungsbau-Beamte fungierende Verantwortliche, denen nunmehr die Erhaltung der deutschen Festungen oblag.
In den 1920er Jahren, lag der Schwerpunkt im deutschen Festungswesen auf dem Erhalt vorhandener Anlagen und der militärgeographischen Landesbeschreibung des deutschen Territoriums und der Erfassung von erforderlichen Ressourcen, wie Bauunternehmen, Herstellern von Baumaterialien und der Erstellung geheimer Planungskarten im Maßstab 1:100.000.
Von 1920 an war im Reichswehrministerium dem Chef der Heeresleitung die Pionierinspektion 5 unterstellt, die sich um die Landesbefestigungen kümmerte. Ihr unterstanden bis 1934 auch die Küstenbefestigungen der Marine. Gleichzeitig verfügte das Heereswaffenamt mit der WaPrüf 5 (Pionierwesen) über eine entsprechende Abteilung, welche auch für die Entwicklung von Waffen, Panzerungen und Gerätschaften für das Festungswesen beschäftigt war. Aus der Inspektion 5 ging später die Inspektion der Festungen hervor.

## Beschreibung
Zwischen 1934 und 1935 begann das Referat IV der Inspektion 5 (Pioniere) damit Baudienststellen spezielle Ausführungsanordnungen für Bauten zu erteilen. Aus diesen ging etwa 1935 eine zusammengefasste Bauvorschrift „Bau ständiger Befestigungen (BstB)“ hervor. Im zwölfteiligen Werk beschrieb der 3. Teil die Baugestaltung und Ausführung von Bauten in Stahlbeton:
| Ausbaustufe | Außenwände u. Decken | Panzerung | Sicherheit gegen                                      |
| ----------- | -------------------- | --------- | ----------------------------------------------------- |
| A           | 3,50 m               | 400 mm    | Dauerfeuer von 50 cm Mörsern                          |
| A1          | 3,00 m               | 400 mm    | 30 cm Mörsern und 50 cm Einzelfeuer                   |
| B           | 2,50 m               | 200 mm    | Dauerfeuer 21 cm Mörser und 30 cm Einzelfeuer         |
| B1          | 1,00 - 1,50 - 2,00 m | 100 mm    | schwere Feldhaubitze und Einzelfeuer 21 cm            |
| C           | 0,60 m               | 60 mm     | Feldartillerie und Einzeltreffer schwere Feldhaubitze |
| D           | 0,30 m               | 20 mm     |                                                       |

Ein A-Werk war in der Perspektive des deutschen Befestigungswesens in den 1930er Jahren ein Werk in der Baustärke A (= 3,5 m). Ein Werk wurde definiert als selbständig zu verteidigende Festungsanlage mit maschinellen Einrichtungen zur Luft- und Energieversorgung.
Panzerwerke der Baustärke „B“ wurden auch B-Werk genannt.

## Aufgabe und Planung von A-Werken
A-Werke sollten durch ihre Lage und/oder Bewaffnung besonders wichtige Aufgaben in einer Verteidigungslinie erfüllen. Sie konnten nicht nur als Träger für infanteristische Waffen wie Maschinengewehre oder leichte Granatwerfer, sondern auch für Artillerie und Panzerabwehrwaffen gebaut werden. In den Ostbefestigungen (später Ostwall) wurden sie im sogenannten Oder-Warthe-Bogen geplant, aber nie fertiggestellt. In den Westbefestigungen (später Westwall) hätten sie auch Verwendung gefunden, wenn die Entwicklung und der Ausbau nach den Plänen von 1937 und Anfang 1938 nicht ab Mai 1938 durch das Limesprogramm unterbrochen worden wäre.
Unter anderem war in der „Weißenburger Senke“ bei Bad Bergzabern der Bau von zwei solchen A-Werken geplant.
Die als A-Werk bezeichnete „Festungsanlage Gerstfeldhöhe“ in Niedersimten ist kein A-Werk in diesem Sinne, sondern ein Hohlgangssystem, woran zu bauende A-Werke angeschlossen werden konnten.